# Sclerophrys xeros
Sclerophrys xeros é uma espécie de anfíbio da família Bufonidae, que pode ser encontrada na Argélia, nos Camarões, no Chade, no Djibuti, na Eritreia, na Etiópia, em Gâmbia, na Guiné, no Quênia, na Líbia, no Mali, na Mauritânia, no Niger, em Senegal, na Somália, no Sudão, na Tanzânia, em Uganda e no Saara Ocidental. Habita locais de até 1 800 metros de altitude, podendo ser visto em desertos, zonas úmidas, campos, pântanos e savanas. Costuma ficar próxima a corpos d'água, como poças, oásis e leitos de rios secos.

## Descrição
Os machos medem entre 52 e 86 milímetros, enquanto as fêmeas medem 55 e 87 milímetros. A coloração de seu dorso varia entre o creme e o cinza ou castanho, apresentando seis pares de manchas simétricas, sendo a quarta a maior, e, mais raramente, pode acontecer desses pares se fundirem em uma só mancha. Seu ventre possuir cor de creme, que é mosqueado nos machos, e o pescoço das fêmeas apresentam uma pigmentação mais clara, sendo nos machos totalmente escura. Alguns indivíduos possuem partes das coxas vermelho-escarlate, característica que só pode ocorrer em machos.
Possuem glândulas parotoides parcialmente desenvolvidas e com formato de rim, estando presentes acima do tímpano, que é bem visível. Os machos possuem um único saco vocal, que está presente na região subgular. Seu dorso possui inúmeros tubérculos, que podem ser assemelhar a um espinho ou ter um formato arredondado, costumando estar alinhadas com a coluna vertebral. Sua pele ventral é levemente granulada, mas sem apresentar asperidade. Os machos possuem glândulas alongadas proeminentes sob a pele, e durante o período reprodutivo, desenvolvem almofadas nupciais nos três primeiros dedos.
Sua vocalização dura entre 0,36 e 0,4 segundos, com a frequência dominante em 880 hertz, e composta por uma série complexa de pulsos, que podem ser descritos de forma onomatopeica como "hoot", semelhante ao som emitido por uma coruja. Seu coaxar pode variar de indivíduo para indivíduo, principalmente quando de tamanhos diferentes.